# Bard (Loire)
Bard település Franciaországban, Loire megyében. Lakosainak száma 686 fő (2022. január 1.). Bard Verrières-en-Forez, Saint-Anthème, Écotay-l’Olme, Essertines-en-Châtelneuf, Lérigneux és Montbrison községekkel határos.

## Népesség
A település népességének változása:
| Lakosok száma | 335  | 418  | 518  | 637  | 638  | 654  | 664  | 674  | 682  | 686  |
|               | 1968 | 1982 | 1990 | 2006 | 2013 | 2015 | 2017 | 2019 | 2020 | 2022 |